# Никола Удино
Никола̀ Шарл Удино̀ (на френски: Nicolas Charles Oudinot), Първи граф Удино, Първи херцог на Реджо (25 април 1767 г., Бар льо Дук – 13 септември 1847 г., Париж), е френски военачалник от периода на Революционните и Наполеоновите войни.

## Ранни години
Никола Шарл Удино е син на Никола Удино и Мари Ан Адам, единственото от деветте им деца, което живее до зряла възраст. Баща му е пивовар, земеделец и производител на бренди в Бар льо Дук, Лотарингия. Синът му скоро решава да се впусне във военната кариера и служи в полка на Медок – от 1784 до 1787 г., когато, без надежда за повишение поради произхода си, Удино се уволнява, достигнал до чин сержант.

## По време на Революционните войни
Френската революция променя съдбата му, и през 1792 г., при избухването на войната, Удино е избран за подполковник на 3-ти доброволчески батальон от Мьоз. Блестящата му защита на укреплението при Бич във Вогезите през 1792 г. привлича вниманието върху него и през ноември 1793 г. е прехвърлен в редовната армия. След участието си в множество схватки по белгийската граница, през юни 1794 г. Удино е повишен в бригаден генерал, за ръководството на войските си в битката при Кайзерслаутерн.
Продължава отличната си служба на германската граница, под командването на Лазар Ош, Шарл Пишегрю и Жан Моро, като е раняван няколко пъти, а през 1795 г. е пленен. Удино е дясната ръка на Андре Масена по време на Швейцарската кампания през 1799 г., първо като дивизионен генерал и после като началник-щаб. Отличава се изключително в битката за Цюрих. Под командването на Масена, участва в обсадата на Генуа и изпъква в битката при Монцамбано, след която Наполеон го награждава с почетна сабя. Удино е назначен за пехотен генерал-инспектор, а след основаването на империята му е връчен Големия кръст на ордена на Почетния легион, но не е включен в списъка с първите произведени маршали.

## По време на Наполеоновите войни
Удино е избран за член на Камарата на представителите, но няма достатъчно време за политика. Играе водеща роля във войната от 1805 г., начело на известната дивизия Гренадирите на Удино, съставена от подбрани войници и организирана лично от него, с която той овладява мостовете на Виена, получава рана в сражението срещу руснаците при Шьонграберн и нанася решаващия удар в битката при Аустерлиц. През 1807 г. участва в победата на Мюра при Остроленка в Полша и се сражава решително и с успех в битката при Фридланд.
През 1808 г. Удино е назначен за губернатор на Ерфурт и му е връчена титлата граф на Френската империя. На следващата година, след като показва възхитителна смелост в битката при Ваграм, е повишен в маршал на Франция. През април 1810 г. Удино е награден и с номиналната титла херцог на Реджо, във васалното Неаполитанско кралство, заедно с която получава голямо парично дарение.
Маршалът управлява правителството на Холандия от 1810 до 1812 г. и командва II корпус на Великата армия по време на Руската кампания. Взима участие в битките при Лютцен и Бауцен. Начело на самостоятелния корпус, напредва към Берлин за да го овладее, но е разбит в битката при Гросбеерен. Заменен е от маршал Ней, който е победен в сражението при Деневиц.
Удино обаче не е понижен, а продължава да командва войските си в битката при Лайпциг и в кампанията от 1814 г. При абдикацията на Наполеон, маршалът подкрепя новото управление и завърналия се на престола Луи XVIII го прави пер на Франция. За разлика от много други маршали, Удино не дезертира при Наполеон при неговото завръщане през 1815 г.
Последната активна служба на Удино е при френското нападение над Испания през 1823 г., в което той командва корпус и за известно време е губернатор на Мадрид. Маршалът умира като управител на Дома на инвалидите – парижка институция за ветераните от войните.

## Наследници
През септември 1789 г. Никола Удино се жени за Шарлот Дерлен (1768 – 1810 г.), от която има 7 деца:
- Мари Луиз (1790 – 1832 г.)
- Шарл (1791 – 1863 г.)
- Николет (1795 – 1865 г.)
- Емилѝ (1796 – 1805 г.)
- Огюст (1799 – 1835 г.)
- Елиз (1801 – 1882 г.)
- Стефанѝ (1808 – 1893 г.)

През януари 1812 г. се жени повторно – за Йожени дьо Кусѝ (1791 – 1868 г.), от която има 4 деца:
- Луиз Мари (1816 – 1909 г.)
- Каролин (1817 – 1896 г.)
- Шарл Жозеф (1819 – 1858 г.)
- Анри (1822 – 1891 г.)